# Balogh István (történész)
Balogh István (Debrecen, 1912. november 29. – Debrecen, 2007. május 21.) történész, néprajzkutató, levéltáros.

## Élete és munkássága
A Debrecenhez tartozó Nagycsere nevű tanyán született, és a tanyasi iskolákban kezdte meg tanulmányait. A debreceni Református Kollégiumban végezte a gimnáziumot, majd az egyetemen történelem-földrajz szakára járt, ahol 1935-ben bölcsészdoktori oklevelet, 1936-ban pedig tanári képesítést szerzett. A debreceni Déri Múzeum munkatársa lett, ahol tudományos kutatásra is lehetősége nyílt. A levéltári kutatások mellett néprajzi gyűjtőutakat is tett, külföldi tanulmányutakat is végzett.
Debrecen felszabadulása után, 1944 őszén részt vett a Nemzeti Parasztpárt szervezésében, programjának kidolgozásában. E párt színeiben lett 1945 áprilisában Szatmár, Ugocsa és Bereg k.e.e. vármegye főispánja. Nagy munkát végzett a közigazgatás újjászervezése, a közellátás biztosítása és a földreform végrehajtása körül. 1946-tól új feladatot kapott: Hajdú vármegye, és emellett Debrecen városának is főispánja lett. Munkálkodása hozzájárult a Nemzeti Parasztpárt helyi népszerűségéhez. A koalíciós kormányzás ellehetetlenülése, a kommunista hatalomátvétel miatt azonban 1948-ban lemondott tisztségéről és szakított a politizálással.
Visszatért a Déri Múzeumba, amelynek 1950 és 1957 között igazgatója lett. Az 1956-os forradalomnak ugyan nem volt aktív résztvevője, de a forradalmat követő politikai megtorlás idején a „megfelelő éberség elmulasztása” miatt és fegyverrejtegetés koholt vádjával állásától megfosztották és „száműzték” Debrecenből.
1957 decemberétől ezért Nyíregyházán lett a Jósa András Múzeum munkatársa, majd 1964. augusztus 1-től a Nyíregyházi Állami Levéltár (1968-tól Szabolcs-Szatmár Megyei Levéltár) igazgatói tisztére kapott megbízást, bár mindvégig debreceni lakos maradt.
Nyíregyházi évei alatt kutatásának földrajzi határai kitágultak, a nyíregyházi múzeum és levéltár anyagával pedig új forrásokhoz jutott. Széles körű igazgatástörténeti ismeretei nagy segítséget nyújtottak levéltári munkájához. Nevéhez fűződik a levéltár teljes anyagának rendszerezése, az 1976-os az első fondjegyzék elkészítése. 1966-ban kandidátusi, majd 1985-ben a történettudományok doktora tudományos fokozatot szerzett, közben tanított a nyíregyházi főiskolán.
1975 áprilisában vonult nyugdíjba, de 90 éves koráig átjárt Nyíregyházára, régi munkahelyére. Folytatta kutatásait, latin nyelvű iratokat fordított és segítette kollégái munkáját.

## Művei
Az 1950-es évek végétől jelentek meg a megye és Nyíregyháza történetével foglalkozó munkái. Írásaiban a paraszti gazdálkodás, a tanyarendszer, a paraszti művelődés, Szabolcs–Szatmár–Bereg megye történetének részleteit, a Hajdúság és Debrecen népi kultúráját dolgozza fel. Mintegy 400 publikáció fűződik a nevéhez.

## Elismerései
Debrecen 1992-ben díszpolgári címet adományozott Balogh Istvánnak.